# Historia de Somalilandia
Existen restos que evidencian población en el neolítico
El antiguo Protectorado Británico de Somalilandia obtuvo la independencia, poco después de lo cual se unió, el 26 de junio de 1960 con la Somalilandia Italiana para formar Somalia. El primer ministro de la Somalilandia Británica, Ibrahim Egal, fue nombrado ministro en la nueva república de Somalia. Pasó a ser primer ministro en 1967 y fue depuesto por un golpe de Estado en 1969.
En 1991, tras la caída del gobierno central de Somalia, el territorio reafirmó su independencia como República de Somalilandia, aunque no ha recibido mucho reconocimiento internacional.
Las infraestructuras dejadas por los programas de asistencia militar británicos, rusos y estadounidenses han sido destruidos por la guerra. Los habitantes de Somalilandia se rebelaron contra la dictadura de Siad Barre en Mogadiscio, lo que provocó una enérgica reacción del gobierno. Tony Worthington escribió en su primer viaje a Hargeysa, en 1992, en plena gran hambruna de Somalia, que nunca había visto tal devastación, tras el bombardeo por parte de la dictadura de Siad Barre, que dejó 50.000 en la ciudad.
Egal fue elegido presidente en 1993, reelegido en 1998 y permaneció en el poder hasta su muerte el 3 de mayo de 2002. El vicepresidente Dahir Riyale Kahin fue declarado nuevo presidente poco después.
Tras la independencia, Somalilandia ha intentado extender su dominio hacia las regiones de Sanaag y Sool. Las tropas del coronel Abdullahi Yusuf han dirigido varias invasiones para defender estas áreas que consideran parte del estado de Puntland.
Somalilandia intenta mantener su independencia, pero sin Sanaag y Sool carece de la tierra que necesita para hacer de su estado un país económicamente viable.